# Джоди Шектър
Джоди Дейвид Шектър (на английски: Jody David Scheckter) е южноафрикански пилот и световен шампион от Формула 1. Роден е на 29 януари 1950 година в Източен Лондон, провинция Източен Кейп, ЮАР.
Син на собственик на автосервиз, Джоди конструира първата си състезателна кола – „Рено-Седан“ собственоръчно. Както повечето пилоти започва кариерата си като състезател по картинг. Печели почти всички серии, преди да премине във Формула Форд. Започва да се състезава в британската Формула 3. През 1971 г. сключва договор с Макларън.

### Макларън

#### 1972
1972 г. дебютира във Формула 1, на пистата „Уоткинс Глен“ за Голямата награда на САЩ.

#### 1973
1973 г. няма договор за всички състезания, от кръговете за световния шампионат, и се състезава в ИНДИКАР на Индианаполис 500, където печели първо място.

### Тирел

#### 1974
През 1974 година, мениджърът Кен Тирел предлага на Джоди титулярно място в собствения си тим — Тирел. Без да се колебае той приема и с този болид печели първата си голяма победа в кръг за Голямата награда на Швеция. Печели още Голямата награда на Великобритания.
Шектър се отблагодарява на екипа, завоювайки трето място в шампионата.

#### 1975
1975 г. е доста посредствена за южноафриканеца. Той печели само домашното си състезание за Голямата награда на ЮАР, на пистата „Киалами“.

#### 1976
1976 г. е последна с тима на Тирел. През тази година той управлява шестколесния болид Тирел R34, наречен – „Стоножката“, заради четирите предни колела.
Печели Голямата награда на Швеция.
В края на годината подписва договор с тима Волф.

### Волф

#### 1977
1977 г. се представя чудесно, печелейки три състезания — за Голямата награда на Монако, Голямата награда на Аржентина и Голямата награда на Канада.
Класира се втори в световния шампионат, на 17 точки след шампиона Ники Лауда.

#### 1978
1978 г. е доста неуспешна и той се нарежда едва седми в крайното класиране.

### Ферари

#### 1979
1979 г. преминава в екипа на Ферари.
Става световен шампион само с три спечелени състезания – в Монако, Белгия и Италия.
На само 4 точки пред съекипника си – Жил Вилньов.

#### 1980
1980 година е крайно неуспешна както за Ферари, така и за световния шампион. Той се нарежда на 19. място в класирането със само 2 точки.
Този срив кара Джоди в края на сезона да се оттегли от Формула 1.

### Победи във Формула 1
| N  | Година | Пилот        | Двигател           | Гуми | Голяма награда | Писта        | Статистика |
| -- | ------ | ------------ | ------------------ | ---- | -------------- | ------------ | ---------- |
| 1  | 1974   | Джоди Шектър | Тирел-Форд Косуърт | Г    | Швеция         | Андерсторп   | Статистика |
| 2  | 1974   | Джоди Шектър | Тирел-Форд Косуърт | Г    | Великобритания | Брандс Хетч  | Статистика |
| 3  | 1975   | Джоди Шектър | Тирел-Форд Косуърт | Г    | ЮАР            | Киалами      | Статистика |
| 4  | 1976   | Джоди Шектър | Тирел-Форд Косуърт | Г    | Швеция         | Андерсторп   | Статистика |
| 5  | 1977   | Джоди Шектър | Волф-Форд-Косуърт  | Г    | Аржентина      | Оскар Галвес | Статистика |
| 6  | 1977   | Джоди Шектър | Волф-Форд-Косуърт  | Г    | Монако         | Монте Карло  | Статистика |
| 7  | 1977   | Джоди Шектър | Волф-Форд-Косуърт  | Г    | Канада         | Моспорт      | Статистика |
| 8  | 1979   | Джоди Шектър | Ферари             | М    | Белгия         | Золдер       | Статистика |
| 9  | 1979   | Джоди Шектър | Ферари             | М    | Монако         | Монте Карло  | Статистика |
| 10 | 1979   | Джоди Шектър | Ферари             | М    | Италия         | Монца        | Статистика |

## Бизнес
След приключването на състезателната си кариера, Джоди Шектър създава компания за проектиране и производство на съоръжения за фитнес и бодибилдинг. Този бизнес го прави изключително богат, но той го продава на много добра цена, за да се заеме с менажирането и обучението на двамата си синове, които междувременно също стават автомобилни пилоти. По-големият от тях – Томас Шектър се състезава в „Инди Рейсинг Лигата“, като дори има пол-позишън за Индианаполис 500. Тоби Шектър прави първите си тестове във Формула 1.